# Флобек
Флобе́к (фр. Flobecq, валлон. Flôbek / Flôbèk, нидерл. Vloesberg, пикард. Flôbek) — коммуна в Валлонии, расположенная в провинции Эно, округ Ат. Принадлежит Французскому языковому сообществу Бельгии. На площади 23,00 км² проживают 3 278 человек (плотность населения — 143 чел./км²), из которых 48,32 % — мужчины и 51,68 % — женщины. Средний годовой доход на душу населения в 2003 году составлял 12 569 евро.
Почтовый код: 7880. Телефонный код: 068.